# Lindener Zündhütchen- und Tonwarenfabrik

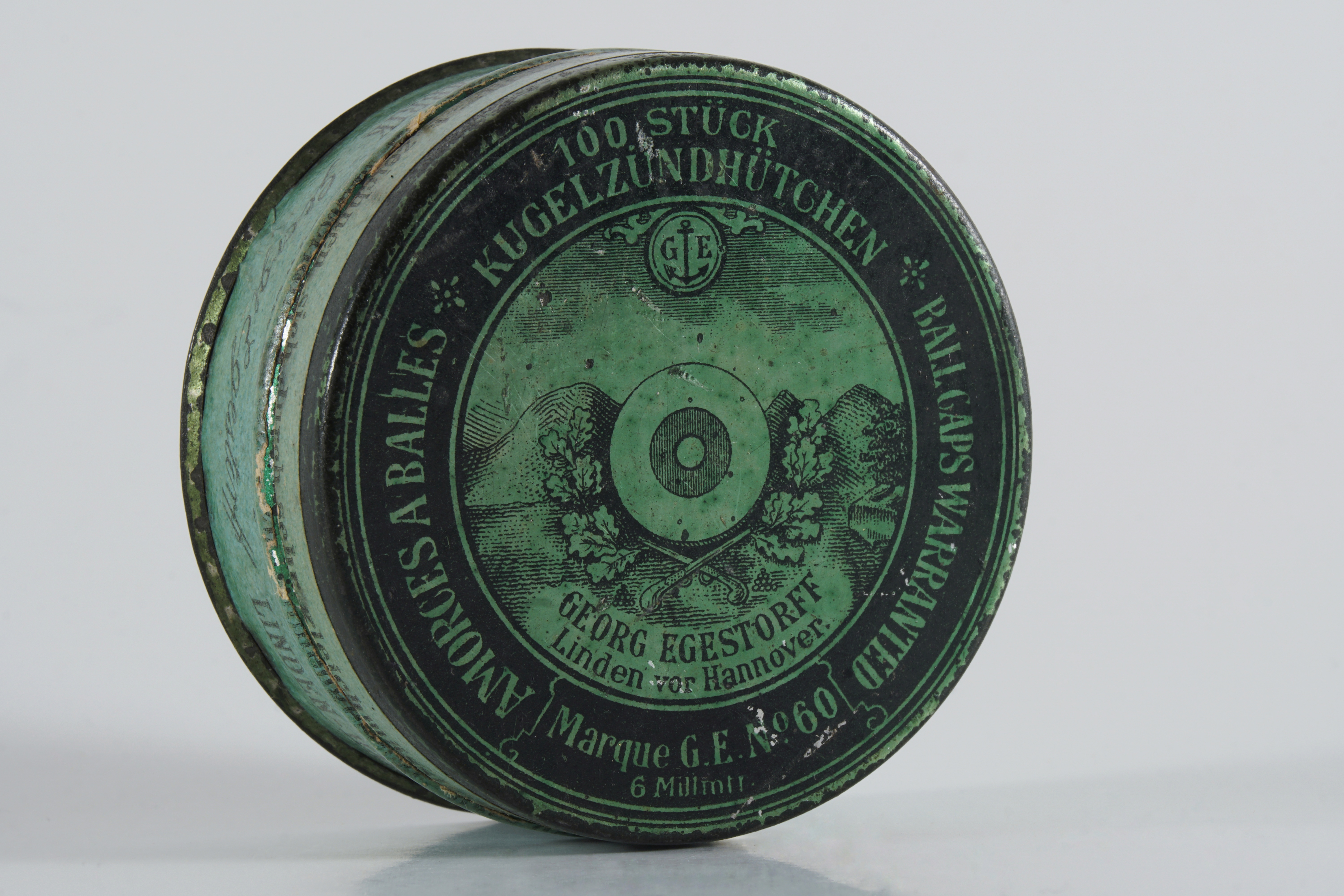
Blechdose „100 Stück Kugelzündhütchen Georg Egestorff Linden vor Hannover“ mit dem Logo eines Ankers und den Initialen G. E., der französischsprachige Hinweis „Marque G. E. No. 60“, darunter „6 Milimtr.;“ im Zentrum eine Gebirgslandschaft und eine eichenumrankte Zielscheibe mit Pistolen und Projektilen; 19. Jahrhundert

Die Egestorffsche Zündhütchenfabrik (auch: Lindener Zündhütchen- und Tonwarenfabrik oder Zündhütchenfabrik Georg Egestorff) war ein zur Zeit des Königreichs Hannover von dem Industriellen Georg Egestorff gegründetes Unternehmen zur Produktion von Tontauben und Zündhütchen für Munition verschiedener Waffen und für Sprengstoff. Der Standort des Unternehmens lag an den heutigen Straßen Am Ihlpohl sowie an der damaligen Bornumer Straße am Fuß des Lindener Berges im Gebiet der heute hannoverschen Stadtteile Linden-Mitte, Bornum und Badenstedt. Sowohl die Stadtkarte Linden von 1892 als auch der Pharus-Plan von 1907 zeigen zwei Standorte: einen kleineren ca. 200 m südlich des heutigen Sees am Ihlpohl (Lage Standort West) und einen größeren ca. 400 m südöstlich des Lindener Berges (nahe am heutigen Hornbach Markt, Lage Standort Ost).

## Geschichte

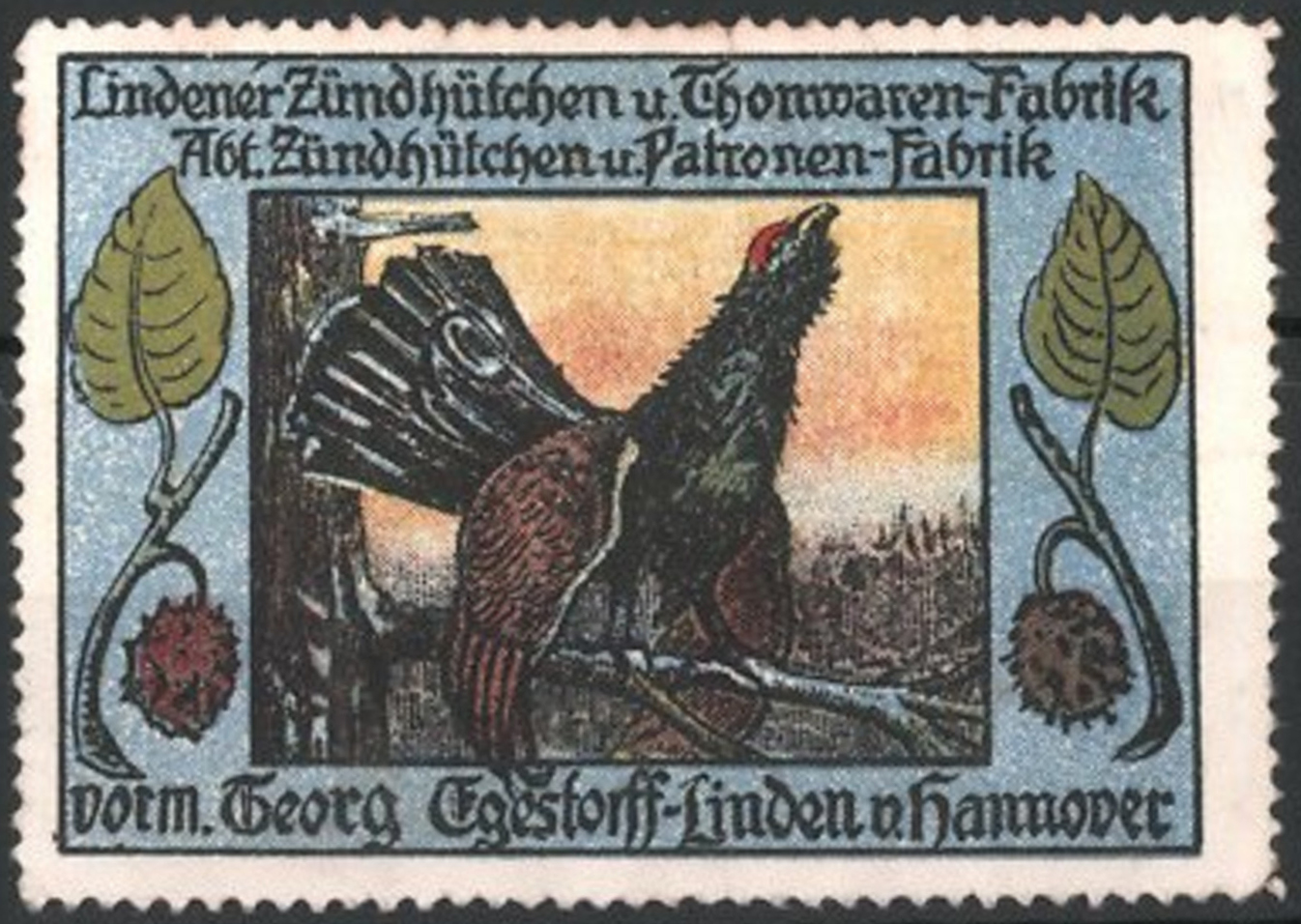
Reklamemarke mit einem Auerhahn als Erkennungszeichen für die nun als vormals Georg Egestorff bezeichnete Firma

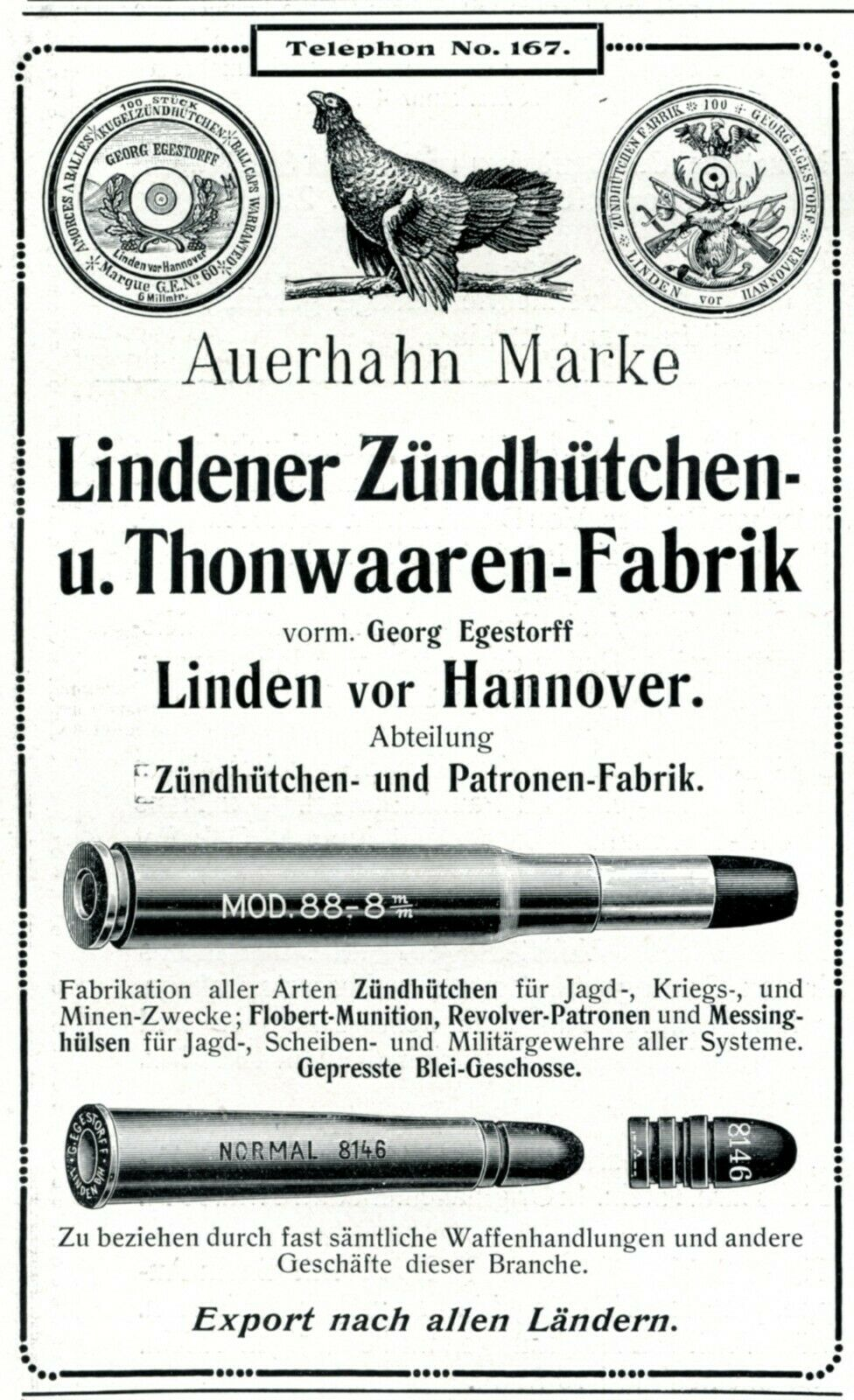
Reklame für Patronen der Marke Auerhahn der „Lindener Zündhütchen- und Thonwaaren-Fabrik, vorm. Georg Egestorff“ in Linden vor Hannover, „Abteilung Zündhütchen und Patronen-Fabrik“, 1910

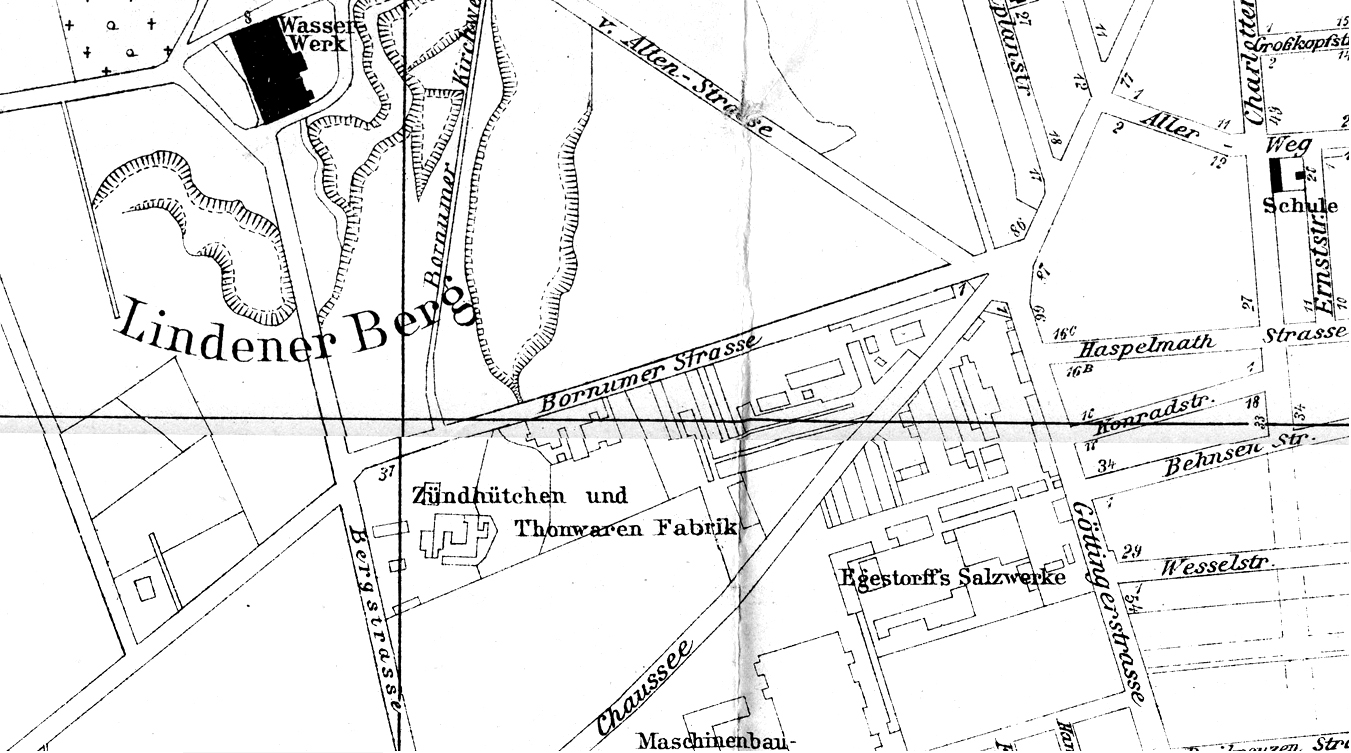
Stadtplan Hannover und Linden von 1901 (Ausschnitt) mit der Umrisszeichnung der „Zündhütchen und Thonwaren Fabrik“ am Südhang des Lindener Berges

Nach der Gründung der Saline Egestorffshall 1831/32, der Angliederung einer Chemischen Fabrik 1839 und 1856 seiner Ultramarinfabrik gründete Georg Egestorff 1861 nun auch eine Zündhütchenfabrik am Lindener Berg. Da er jedoch durch die zu den Egestorffschen Ziegeleien in Empelde gehörenden Gruben genügend Ton zur Verfügung hatte, begann sein Unternehmen anfangs zunächst mit der Produktion von Tontauben, um diese nach Großbritannien für das dort gepflegte Tontaubenschießen zu exportieren.
Erst später begann Egestorff in seiner Fabrik, der nahe dem damaligen Ort Bornum auch ein Laboratorium angeschlossen war, mit der Produktion von für das Tontaubenschießen ebenfalls benötigten Zündkapseln. Hierfür konnte er Produkte weiterverarbeiten, die in den anderen Egestorffschen Werken anfielen. Die Qualität seiner Zündhütchen stellte er unter anderem mit Werkzeugmaschinen sicher, denen eine mathematische Genauigkeit testiert wurde. In den „mustergültig angelegten Werkstätten“ wurden jährlich rund 300 Millionen Zündhütchen und Metall-Patronen hergestellt, Flobert-Munition sowie Messing-Hülsen für Jagd- und Sportgewehre sowie für Gewehre des Militärs aller Systeme.
Bald wurde die Produktpalette um Zündsätze erweitert für den Gebrauch in Steinbrüchen und zum Bau von Eisenbahnlinien. Egestorffs für Dynamit, Schießbaumwolle oder andere Sprengstoffe verwendbare Zünder wurden „nach allen Weltteilen ausgesandt.“
Nach dem Tod Georg Egestorffs 1868, ordneten die Erben seine Betriebe neu. Die Egestorffsche Zündhütchen- und Tonwarenfabrik wurde dadurch Eigentümer von Steinkohlebergwerken und Berechtsamen im Deister bei Wennigsen.
In der Egestorffschen Zündhütchenfabrik kam es im April 1877 im Ladehaus zu einer Explosion von mehr als 60.000 mit Knallquecksilber gefüllter Zündhütchen, durch die 5 Personen zum Teil schwer verletzt wurden.
Im Zuge der Gründerkrise wurde das Unternehmen 1879 in eine Aktiengesellschaft umgewandelt. 1913, im Jahr vor dem Beginn des Ersten Weltkriegs, war das Unternehmen längst auf die Herstellung von kriegstauglichen Produkten umgerüstet worden. Wegen der „Gefährlichkeit der Produkte für die nahegelegene Bebauung“ wurde die Fabrik auf ein freies Feld bei Empelde verlegt.
Die Kohlebergwerke im Deister wurden 1920 an die Kaliwerke Friedrichshall verkauft. Zur Zeit der Weimarer Republik übernahm die Dynamit AG, vormals Alfred Nobel & Co. (kurz DAG) die Munitionsfabrik, die erst nach dem Zweiten Weltkrieg geschlossen wurde.

## Bodenverseuchung

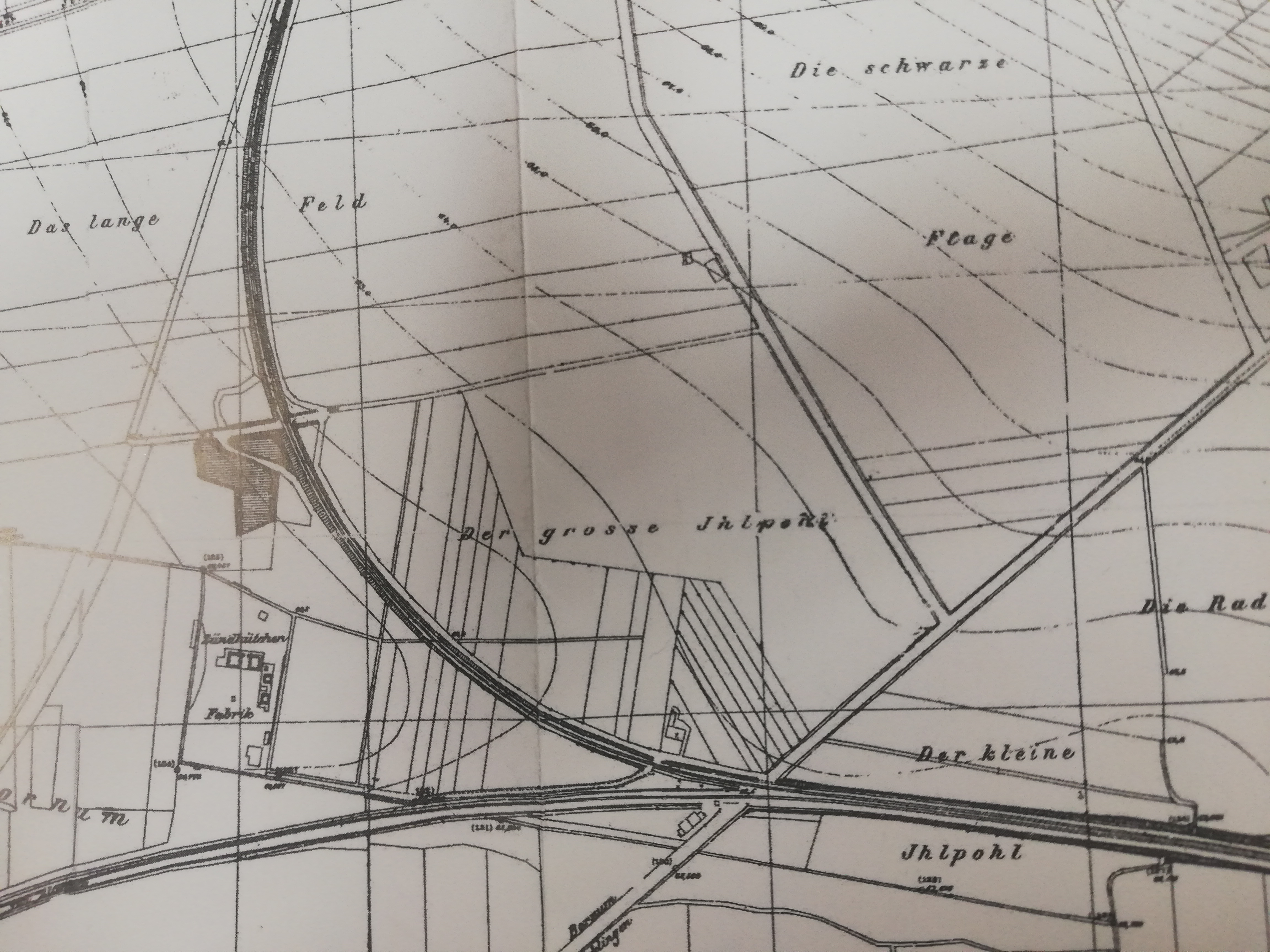
Östlich der Eisenbahnlinie am großen Ihlpohl war eine weitere „Zündhütchen-Fabrik“ errichtet worden;
Karte der Stadt und Feldmark Linden (Ausschnitt), hrsg. vom Stadtbauamt Linden, 1891

Im Bereich der ehemaligen Zündhütchenfabrik am Lindener Berg befindet sich heute zu Teilen die Kleingartenkolonie Am Ihlpohl, wo teilweise hohe Bodeneinträge von Quecksilber gefunden wurden, verursacht durch die ehemalige Munitionsproduktion. Auf Geländeteilen wurde im Auftrag der ThyssenKrupp Wohnimmobilien GmbH, Essen / ThyssenKrupp RealEstate unter der Überschrift „Kleingärten und Kinderspielplätze / Zündhütchenfabrik Hannover – Entwicklung eines Untersuchungskonzeptes und abschließende Gefährdungsabschätzung für die Kleingartenanlage "Am Ihlpohl" (Phase 1) und Ableitung einer vorzugswürdigen Maßnahmenvariante zur Gefahrenabwehr (Phase 2)“ im Zeitraum von 2004 bis 2005 Untersuchungen vorgenommen, für die es im Ergebnis unter anderem hieß:

„[…] Für eine Vielzahl der Parzellen wurde im Rahmen weiterer Sachverhaltsermittlungen der Gefahrenverdacht bestätigt und als unmittelbare Reaktion Schutz- und Beschränkungsmaßnahmen sowie mittelfristig die Umsetzung von Sanierungsmaßnahmen empfohlen […].“